# Koalicija Mađarska sloga
Koalicija Mađarska sloga (mađ.: Magyar Összefogás Koalíció, kratica: MÖ, srp.: Коалиција Мађарска слога) je politička koalicija dviju političkih stranaka vojvođanskih Mađara: Demokratske stranke vojvođanskih Mađara i Demokratske zajednice vojvođanskih Mađara.
Formirana je za srbijanske parlamentarne izbore 21. siječnja 2007.

## Izborni rezultati

### Državni izbori
Na parlamentarnim izborima 2007. je osvojila samo 0,32% glasova i nijedno zastupničko mjesto u srbijanskoj Skupštini. 